# Maroko na Zimních olympijských hrách 2010
Maroko mělo na zimních olympijských hrách 2010 zastoupení v alpském lyžování v disciplínách slalom a obří slalom.
Účastnilo v pořadí pátých ZOH. Od zimních olympijských her 1992 chyběli sportovci této země na čtyřech ZOH.

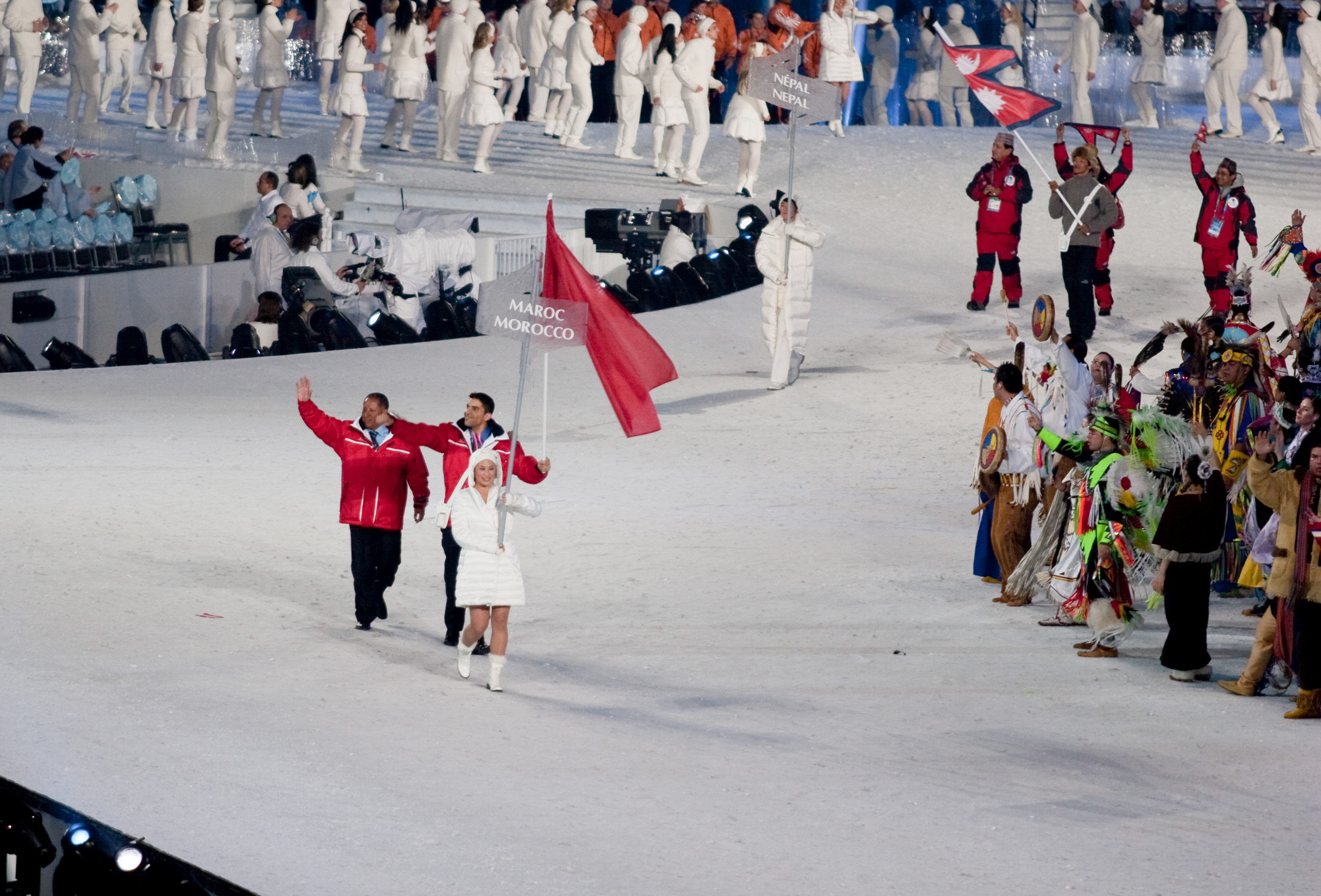
Maroko při úvodním ceremoniálu ZOH 2010 ve Vancouveru

## Výsledky

### Slalom
Muži
- Samir Azzimani
  - - 44. místo
  - - 2:02,43

### Obří slalom
Muži
- Samir Azzimani
  - - 74. místo
  - - 3:06,63